# Miragaia (Lourinhã)
Miragaia is een plaats (freguesia) in de Portugese gemeente Lourinhã en telt 2000 inwoners (2001).